# Лейкоцибе
Лейкоцибе (Leucocybe) — рід грибів. Назва вперше опублікована 2015 року.

## Поширення та середовище існування
В Україні зростає їстівний гриб 4 категорії лейкоцибе зрослий (Leucocybe connata).

## Гелерея

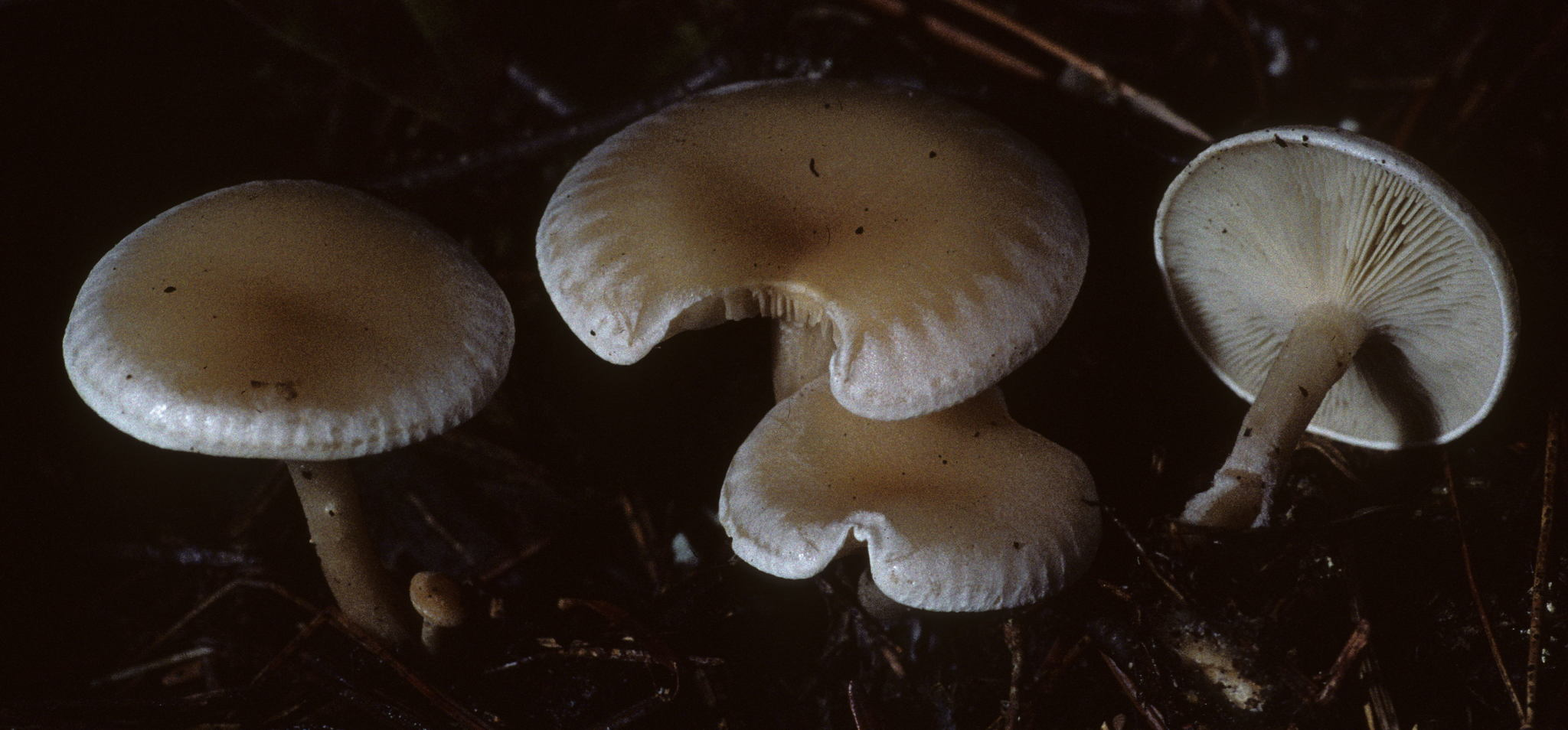
Leucocybe candicans

## Класифікація
Згідно з базою MycoBank до роду Leucocybe відносять 2 офіційно визнаних вида:
- Leucocybe candicans
- Leucocybe connata